# Fourvière

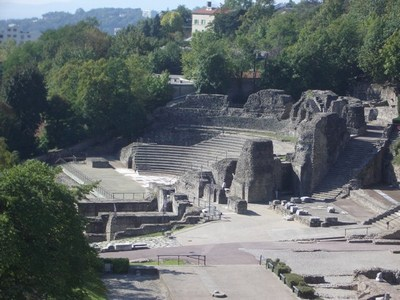
Het odeion

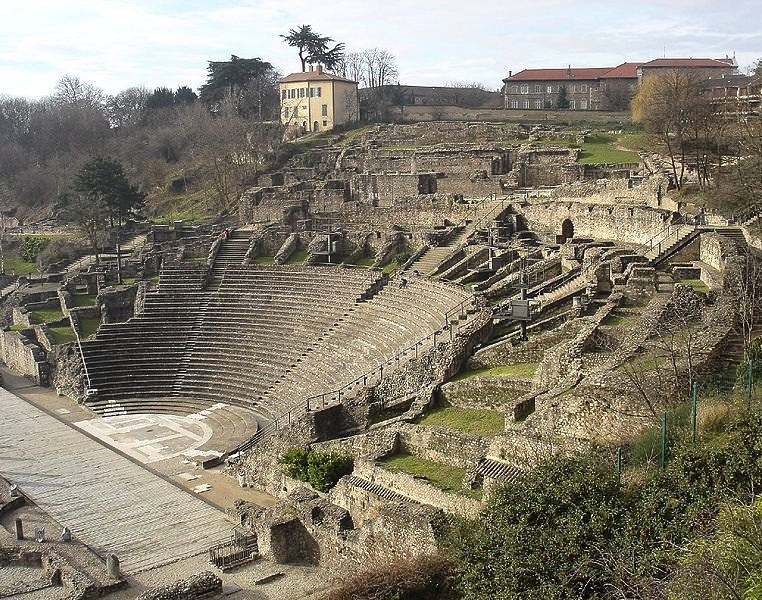
Het antieke theater

Fourvière is een heuvel die bepalend is in het stadsbeeld van Lyon in Frankrijk. Op de helling en de top van de heuvel zijn enkele van de belangrijkste monumenten van de stad gebouwd. Het is tevens de naam van de wijk die op deze heuvel ligt. De heuvel ligt in het 5e arrondissement van de stad. 

## Romeinse bouwwerken
Tegen de helling van de Fourvière zijn door de Romeinen twee bouwwerken gebouwd. Deze kolonie, waar tegenwoordig de stad Lyon is gevestigd, heette toentertijd Lugdunum.
Het Antiek theater van Lugdunum werd gebouwd in twee etappes. Het eerste deel werd gebouwd rond het jaar 15 v.Chr. onder keizer Augustus. Het was toen een theater met een diameter van 90 meter. In de 2e eeuw werd onder keizer Hadrianus een derde serie treden aangelegd bovenaan het bouwwerk, waardoor het een diameter van 108 meter kreeg met een capaciteit van 10.000 plaatsen. De voorstellingen bestonden voor het grootste deel uit muzikale komedies. De scènemuur zorgde ervoor dat het geluid tegen de treden terugkaatste. De spektakels vonden plaats van de lente tot in oktober. De restauratie van het theater werd begonnen in 1933.
In de 2e eeuw werd ernaast het Odeion van Lugdunum gebouwd, waarmee beide bouwwerken archeologisch gezien een opmerkelijk koppel vormen die uniek is voor Gallië. Alleen Vienne beschikt ook over zowel een theater als een odeion. Het odeion is met een diameter van 73 meter kleiner dan het antieke theater en had in die tijd een capaciteit van 3000 plaatsen.
De Romeinen vestigden Lugdunum op de top van de heuvel. Eerst werd het Forum Vetus genoemd, dat oud Romeins forum betekent. De naam veranderde later in Fourvière.
In de heuvel Fourvière gegraven, ligt het Gallo-Romeins museum van Fourvière. Het ligt in de buurt van het theater en odeion. Het museum heeft onder meer een verzameling gegraveerde stenen, beelden, sieraden en gebruiksvoorwerpen uit het begin van onze jaartelling. Ook is er een maquette die een reconstructie toont van de twee belangrijkste antieke monumenten op de heuvel. Het museum telt ook objecten die voor de bezetting van de Romeinen zijn gemaakt, daarmee voor onze jaartelling, en stammen uit de Keltische periode. Het museum toont regelmatig tijdelijke exposities.

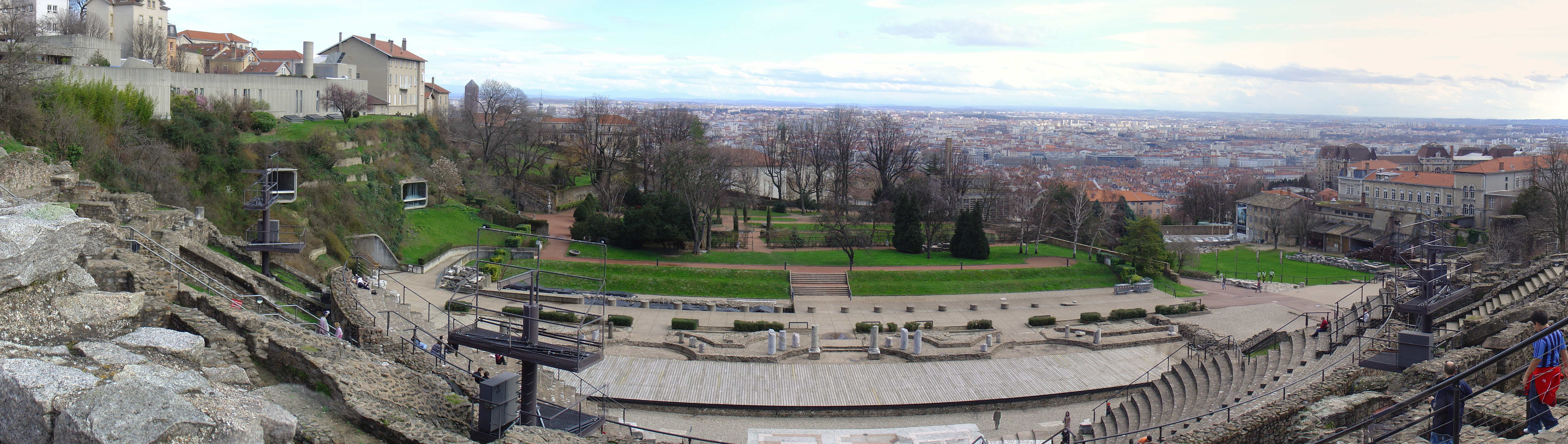
Links in de wal zijn twee vensters van het Gallisch-Romeins museum te zien.

## Basiliek

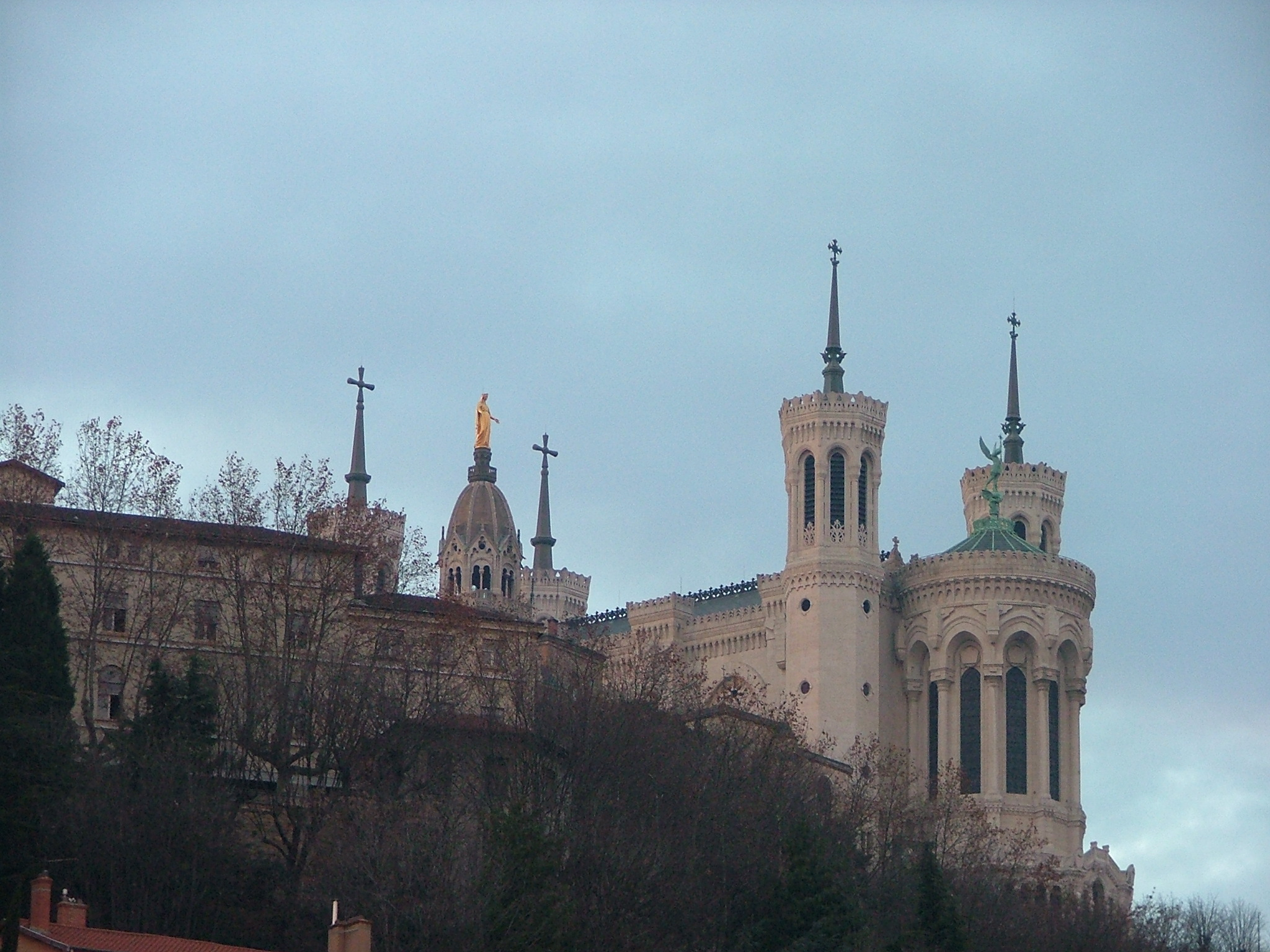
De basiliek met zicht op Vieux Lyon

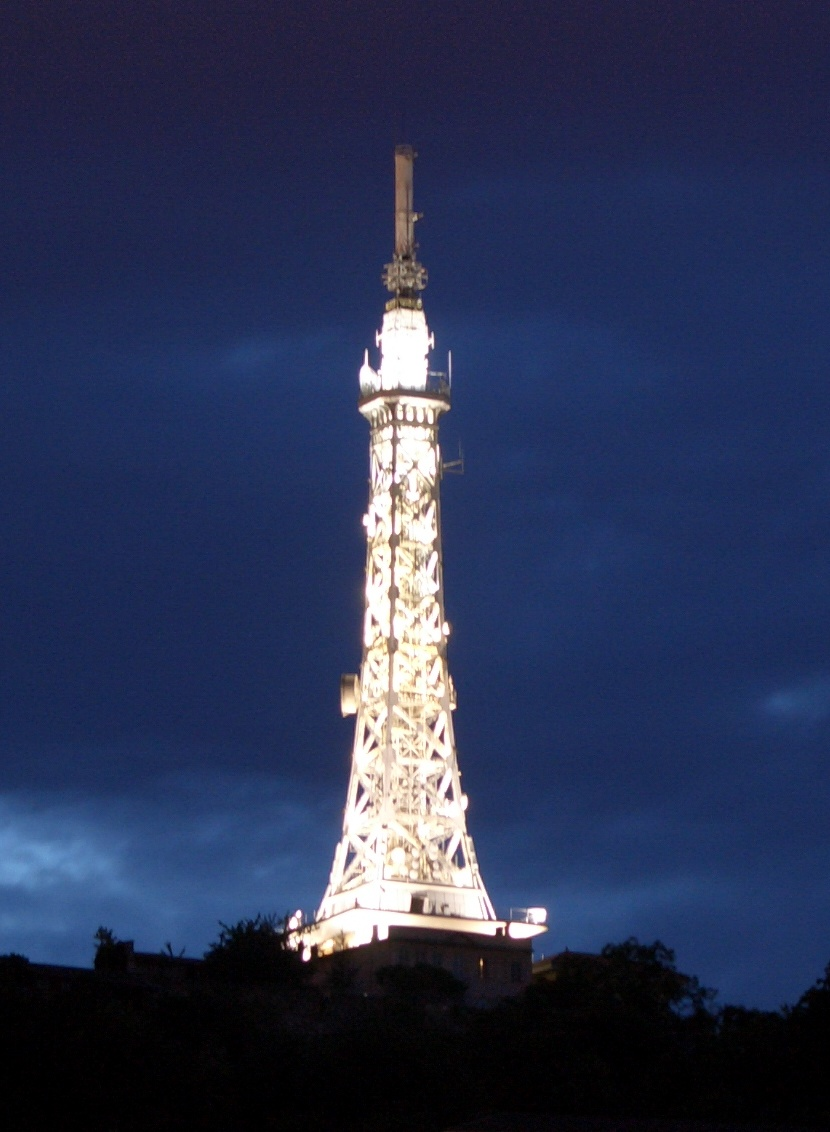
De Tour metallique

In 1872 begon men met de bouw van de basiliek Notre-Dame de Fourvière die 12 jaar in beslag zou nemen. Vervolgens zou het echter nog tot 1964 duren voordat het interieur van de basiliek compleet zou zijn, met mozaïek en glazen sculpturen. De basiliek is tegenwoordig een internationaal bedevaartsoord en ligt op een route naar Santiago de Compostella in Spaans Galicië.
Vanaf de wijk Saint Jean naar de top van Fourvière liggen de tuinen van Jardins du Rosaire. De tuin heeft religieuze betekenissen en komt uit op de basiliek.
Op wandelafstand van de basiliek, ligt de Cimetière de Loyasse. Dit is een oude begraafplaats waar enkele bekende Fransen begraven liggen. Tussen de basiliek en deze begraafplaats ligt het stadspark Parc des Hauteurs, met de oude loopbrug Quatre-Vents.

## Metalen toren
De Metalen toren van Fourvière is een toren die veel weg heeft van de Eiffeltoren. De toren is in opdracht van een particulier gebouwd tussen 1892 en 1894 en is ontworpen door de architect M. Gay. De bouw van de toren werd door het gemeentebestuur ondersteund, met als doel een republikeins tegenwicht te bieden door naast de basiliek Notre-Dame de Fourvière een eigen bouwwerk te plaatsen. Hij heeft een hoogte van 85,9 meter en een gewicht van 210 ton. Hierdoor is de architectuur vergelijkbaar met die van de Eiffeltoren in Parijs, hoewel er een groot verschil is in grootte: de Eiffeltoren is 300 meter hoog en weegt 7300 ton (totale gewicht 10.100 ton).
De toren doet tegenwoordig dienst als zendmast voor radio- en televisiezenders en is slechts tot aan de voet van de toren toegankelijk voor toeristen, maar niet meer tot in de top.

## Uitzicht
Vanaf Fourvière is er uitzicht over het schiereiland tussen de Rhône en Saône, de oostelijke wijken van de stad en de vlakte van de Neder-Dauphiné, waarbij het zicht verdergaat tot aan de Bugey, bij de Chartreuse, en naar de Franse Alpen. Wanneer het mooi weer is, is zelfs de Mont Blanc te zien.
Aan de andere zijde is de toegang tot Fourvière te zien vanaf Vieux Lyon, via de weinige steile paden. Het oudst is de stijging van Gourguillon, alom present in de folklore van Lyon.

Zicht over Lyon vanaf Fourvière

## Evenementen
De Nuits de Fourvière is een jaarlijks cultureel festival op de heuvel Fourvière, voornamelijk in het antieke theater, maar ook in het odeion. Er vinden uitvoeringen plaats van theater, muziek, dans en filmtheater. Het festival vindt gedurende meerdere maanden plaats, in de maanden juni, juli en augustus.
Een ander evenement dat niet alleen de gebouwen op de heuvel Fourvière plaatsvindt maar in de gehele stad Lyon, is de Fête des lumières. Dit is een lichtspektakel dat jaarlijks terugkeert op 8 december. Het evenement begon oorspronkelijk in 1643, omdat geloofd werd dat het einde van de pest van die tijd toe te schrijven was aan de tussenkomst van de maagd Maria. Sindsdien werd Maria gezien als beschermheilige van de stad en werden ter harer ere optochten met kaarsen gehouden die in de huidige tijd zijn uitgegroeid tot de sprookjesachtige verlichting van alle kerken, openbare gebouwen, andere objecten en de hemel.

## Verkeer en vervoer
Fourvière is te bereiken per kabelspoorweg, ofwel de Funiculaire de Lyon. De kabelspoorweg van Lyon is de eerste ter wereld en is in gebruik sinds 1862.
Voorheen waren er vijf lijnen in Lyon, waarvan er nog twee in gebruik zijn, beide op de Fourvière. Eén ervan is de verbinding van het station bij de Kathedraal van Lyon naar de Basiliek van Fourvière; de andere naar het station Saint-Just, nabij het theater en het museum van Fourvière. De lijnen naar de heuvel La Croix-Rousse zijn niet meer in bedrijf.
Door de heuvel van Fourvière lopen meerdere tunnels:
- De spoortunnel Saint-Irénée verbindt de stations Lyon-Vaise met Lyon-Perrache, op de lijn PLM Paris-Lyon
- De spoortunnel van de stations Lyon-Saint-Paul naar Lyon-Gorge-de-Loup, op de lijn naar de buitenwijken ten westen van Lyon
- De verkeerstunnel Tunnel de Fourvière, van Perrache naar Tassin, onderdeel van de M6, het stedelijke eindpunt van de A6 en deeltraject van de Autoroute du soleil
- De metrotunnel van lijn D van de metro van Lyon, van Saint-Jean naar Vaise